# Jaguar E-type
Jaguar E-type – model sportowego samochodu marki Jaguar, produkowany w latach 1961-1975. Samochód zajął pierwsze miejsce w rankingu The Daily Telegraph stu najpiękniejszych samochodów wszech czasów. Sam Enzo Ferrari nazwał E-Type’a „najpiękniejszym autem w historii”. Projektantem tej wybitnej karoserii był Malcolm Sayer.
Samochód napędzał skonstruowany w 1948 roku silnik typu XK, wykorzystywany we wcześniejszych modelach firmy, np. XK120. Silnik ten był produkowany przez 44 lata z niewielkimi tylko zmianami konstrukcyjnymi (do 1987 napędzał auto serii XJ6 i był stosowany w limuzynach Jaguara aż do 1992 roku). 6-cylindrowa, rzędowa jednostka napędowa miała 3,4 l, 3,8 l lub 4,2 l pojemności, dwa wałki rozrządu umieszczone w aluminiowej głowicy i odlewany z żeliwa blok cylindrów.
Na desce rozdzielczej wyłożonej polakierowaną blachą aluminiową symetrycznie rozmieszczono zestaw hebelkowych przełączników i wskaźników do roku 1967. Koło sportowej kierownicy było wykonane z drewna do roku 1970, później zastosowano kierownicę bez drewna (V12).

## Dane techniczne
| Wersja             | Silnik:                    | Układ zasilania:   | Średnica × skok tłoka: | St. sprężania:     | Moc maksymalna:                    | Maks. moment obrotowy      | 0-100 km/h:        | V-max:             |
| Silniki benzynowe: | Silniki benzynowe:         | Silniki benzynowe: | Silniki benzynowe:     | Silniki benzynowe: | Silniki benzynowe:                 | Silniki benzynowe:         | Silniki benzynowe: | Silniki benzynowe: |
| ------------------ | -------------------------- | ------------------ | ---------------------- | ------------------ | ---------------------------------- | -------------------------- | ------------------ | ------------------ |
| 3.8                | R6 3,8 l (3781 cm³), DOHC  | trzy gaźniki       | 87,00 mm × 106,00 mm   | 9,0:1              | 269 KM (198 kW) przy 5500 obr./min | 353 N•m przy 4000 obr./min | 6,9 s              | 241 km/h           |
| 4.2                | R6 4,2 l (4235 cm³), DOHC  | trzy gaźniki       | 92,05 mm × 106,00 mm   | 9,0:1              | 269 KM (198 kW) przy 5400 obr./min | 385 N•m przy 4000 obr./min | 7,0 s              | 246 km/h           |
| 5.4                | V12 5,4 l (5344 cm³), SOHC | cztery gaźniki     | 90,00 mm × 70,00 mm    | 9,0:1              | 276 KM (203 kW) przy 5850 obr./min | 412 N•m przy 3600 obr./min | 6,4 s              | 235 km/h           |

## Galeria

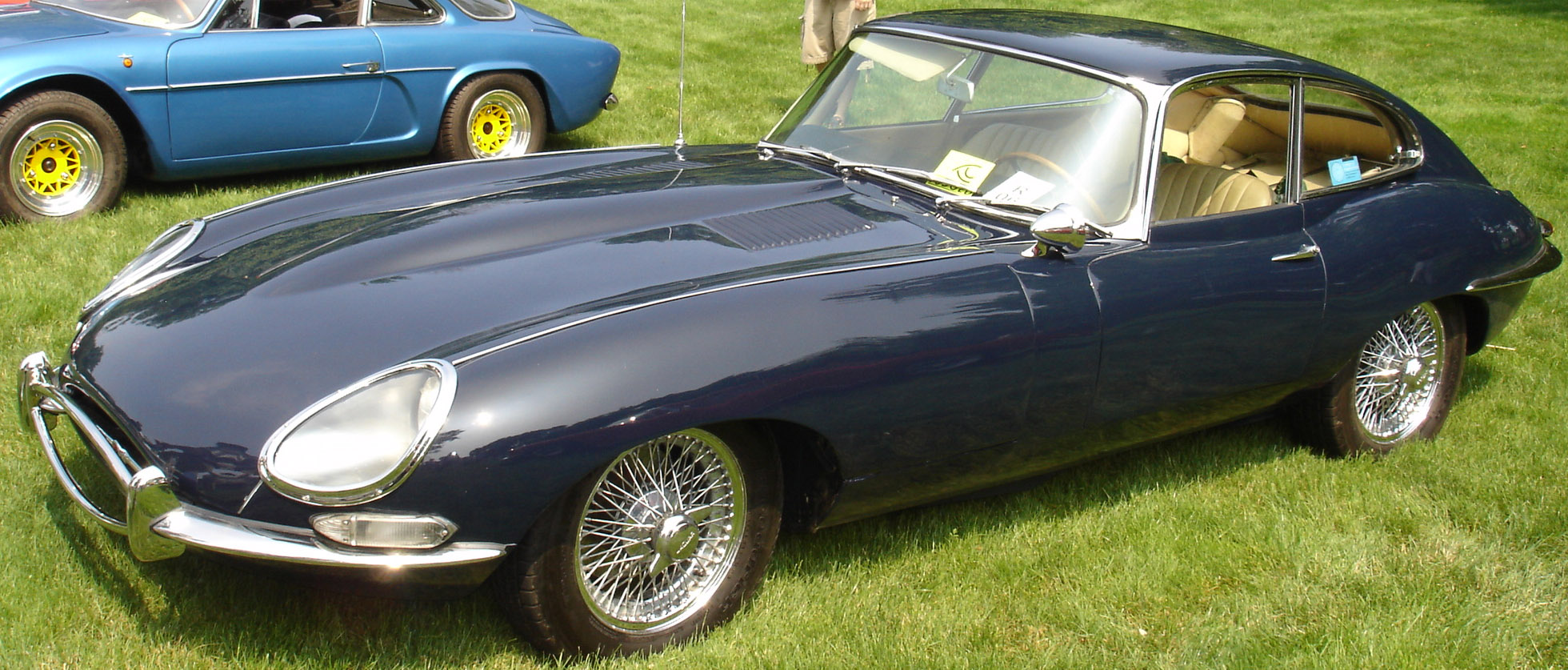
E-Type Series I
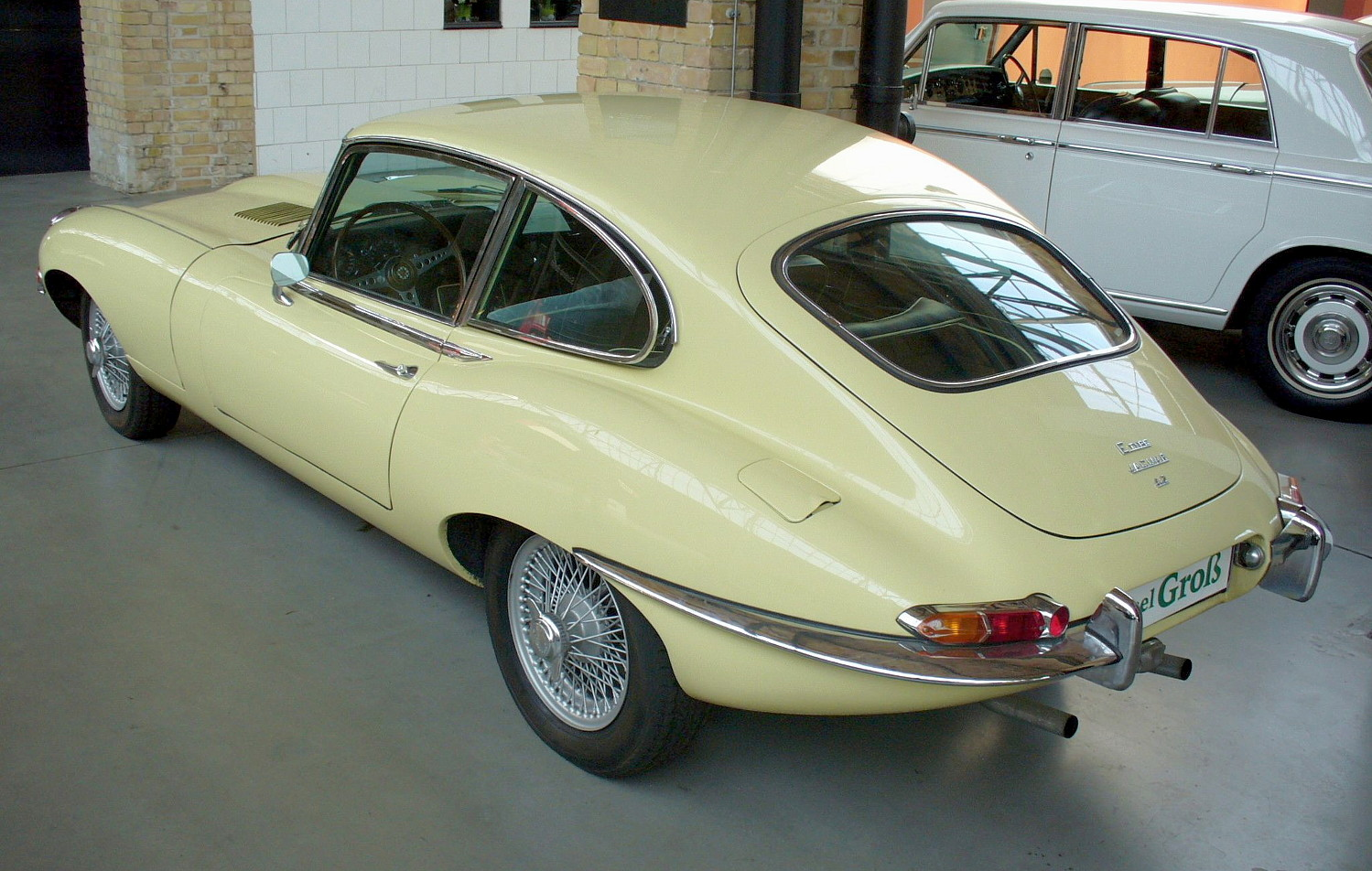
E-Type Series I
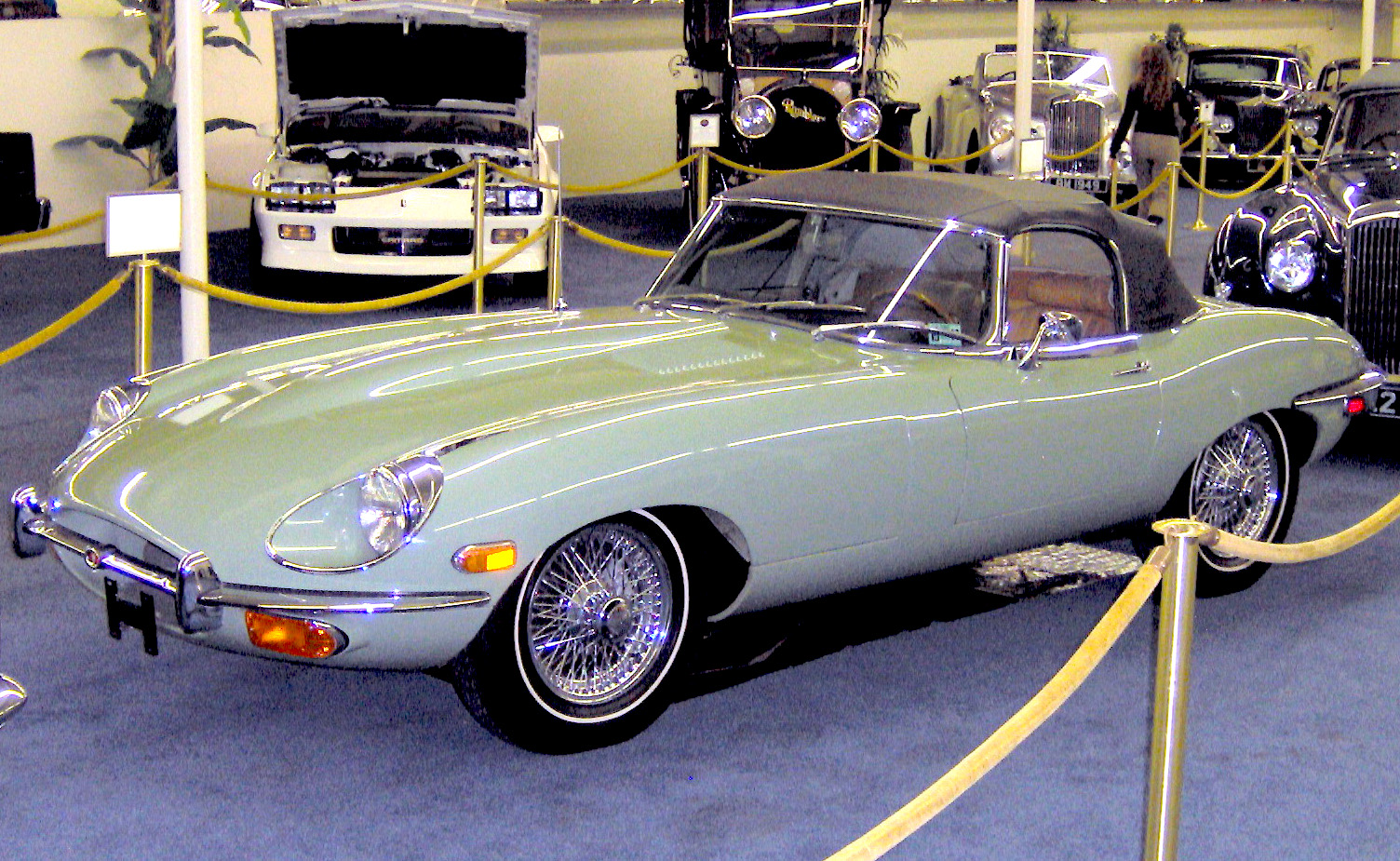
E-Type Series II
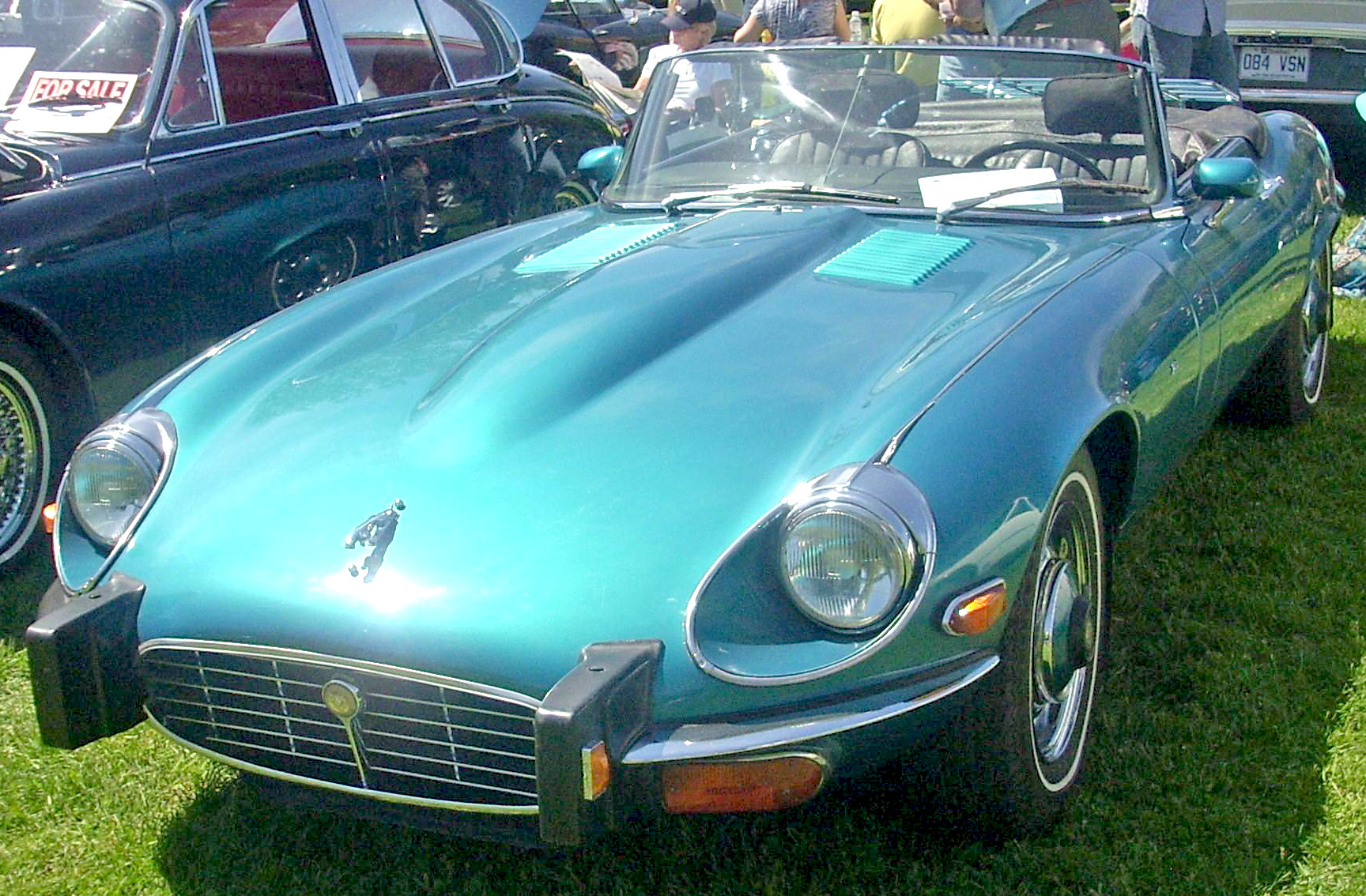
E-Type Series III